# Lista najwyższych budynków w Louisville

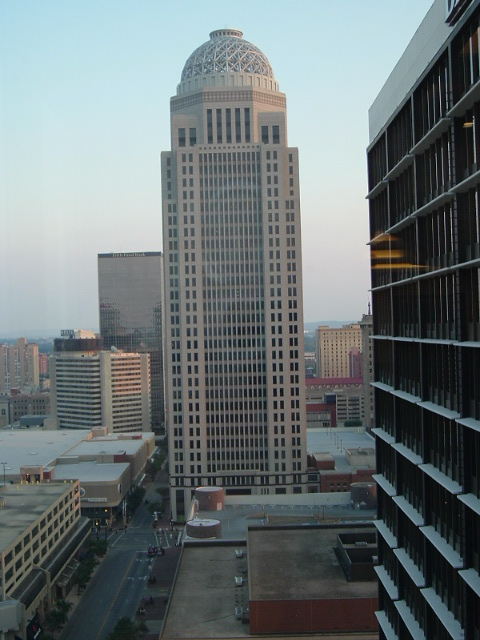
400 West Market

W ⁣⁣Louisville⁣⁣ w ⁣⁣USA⁣⁣ znajduje się 11 budynków o wysokości przekraczającej 100 metrów, wśród nich jedynie 2 przekraczają granicę 150 metrów wysokości. Żaden taki budynek nie jest w stanie budowy, a w urzędzie miejskim nie ma zatwierdzonych planów wybudowania kolejnego wysokiego budynku.
Najwyższym budynkiem w zestawieniu jest 400 West Market, popularnie nazywany AEGON Center. Ma on wysokość 167 metrów (549 stóp). W rankingu znajduje się na 3917 miejscu na świecie pod względem wysokości.

## Lista budynków ponad 100 m wysokości
| Ranking | Budynek               | Wysokość strukturalna | Liczba pięter | Rok budowy |
| ------- | --------------------- | --------------------- | ------------- | ---------- |
| 1.      | 400 West Market       | 167 m                 | 35            | 1993       |
| 2.      | National City Tower   | 156 m                 | 40            | 1972       |
| 3.      | PNC Plaza             | 128 m                 | 30            | 1971       |
| 4.      | Humana Building       | 127 m                 | 27            | 1985       |
| 5.      | Omni Louisville Hotel | 120 m                 | 30            | 2018       |
| 6.      | Waterfront Park Place | 111 m                 | 23            | 2004       |
| 7.      | B&W Tower             | 111 m                 | 26            | 1982       |
| 7.      | Meidinger Tower       | 111 m                 | 26            | 1982       |
| 9.      | Waterfront Plaza II   | 104 m                 | 25            | 1993       |
| 9.      | Waterfront Plaza I    | 104 m                 | 25            | 1991       |
| 11.     | E.ON U.S. Center      | 100 m                 | 23            | 1985       |

## Liczba zbudowanych wieżowców (>100m) w poszczególnych latach
| Rok    | 1971-1975 | 1976–1980 |
| ------ | --------- | --------- |
| Liczba | 2         | 0         |
| Rok    | 1981–1985 | 1986–1990 |
| Liczba | 4         | 0         |
| Rok    | 1991–1995 | 1996–2000 |
| Liczba | 3         | 0         |
| Rok    | 2001–2005 | 2006−2010 |
| Liczba | 1         | 0         |
| Rok    | 2011–2015 | 2016–2020 |
| Liczba | 0         | 1         |
| Rok    | 2021-2025 |           |
| Liczba | 0         |           |

## Linia czasu najwyższych budynków w Louisville
| Nazwa                                                       | Okres dzierżenia tytułu | Wysokość ft / m | Piętra | Uwagi |
| ----------------------------------------------------------- | ----------------------- | --------------- | ------ | ----- |
| Kenyon Building                                             | 1886-1890               | 115 / 35        | 6      |       |
| Columbia Building                                           | 1890-1906               | 162 / 49        | 10     |       |
| Washington Building (Lincoln Savings Bank Building)         | 1906-1912               | 204 / 62        | 15     |       |
| Kentucky Home Life (Inter-Southern Life Insurance Building) | 1912-1927               | 235 / 72        | 19     |       |
| Heyburn Building                                            | 1927- 1955              | 250 / 76        | 17     |       |
| Commonwealth Building                                       | 1955–1963               | 255 / 78        | 21     |       |
| The 800 Apartments                                          | 1963–1971               | 290 / 88        | 29     |       |
| PNC Plaza                                                   | 1971–1972               | 420 / 128       | 30     |       |
| National City Tower                                         | 1972-1993               | 512 / 156       | 40     |       |
| 400 West Market                                             | 1993–obecnie            | 549 / 167       | 35     |       |